# Cossogno
Cossogno là một đô thị ở tỉnh Verbano-Cusio-Ossola trong vùng Piedmont, có cự ly khoảng 130 km về phía đông bắc của Torino và khoảng 20 km về phia bắc của Verbania. Tại thời điểm ngày 31 tháng 12 năm 2004, đô thị này có dân số 562 người và diện tích là 40,1 km².
Đô thị Cossogno có các frazioni (đơn vị cấp dưới, chủ yếu là các làng) Cicogna và Ungiasca.
Cossogno giáp các đô thị: Cursolo-Orasso, Malesco, Miazzina, Premosello-Chiovenda, San Bernardino Verbano, Trontano, Verbania.